# حركة مسيرة واشنطن

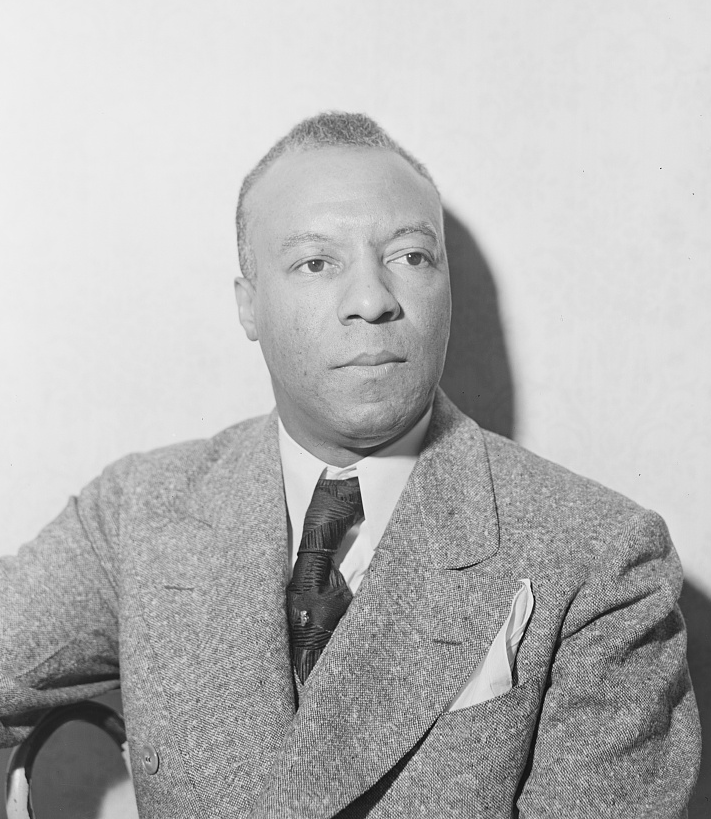

صُممت حركة مسيرة واشنطن (1941-1946)، التي نظمها النشطاء أ. فيليب راندولف وبايارد روستين كأداة لإنتاج مسيرة جماهيرية في واشنطن العاصمة للضغط على الحكومة الأمريكية لإلغاء التمييز العنصري في القوات المسلحة وتوفير فرص عمل عادلة للأميركيين الأفارقة. عندما أصدر الرئيس روزفلت الأمر التنفيذي رقم 8802 عام 1941، الذي حظر التمييز في الصناعات الدفاعية بموجب العقد المبرم مع الوكالات الاتحادية، ألغى راندولف والمتعاونون المسيرة.
واصل راندولف تشجيع الأعمال السلمية لتحقيق أهداف الأميركيين الأفارقة. تأثر بشدة زعيم الحقوق المدنية المستقبلي مارتن لوثر كينغ الابن وغيره من الشباب براندولف ومُثله وأساليبه.

## خلفية

### حالة الدولة
استاء الأمريكيون الأفارقة خلال الفترة التي سبقت دخول الولايات المتحدة في الحرب العالمية الثانية من الدعوات «للدفاع عن الديمقراطية» ضد العنصرية النازية
مع اضطرارهم للتعامل مع التمييز في جميع قطاعات الحياة والأعمال في الولايات المتحدة وخاصّة في الجنوب، حيث حرموا من حقوقهم منذ مطلع القرن الماضي واضطهدوا بقوانين جيم كرو.
بحلول خريف عام 1940، كان الاقتصاد الأمريكي يخرج من الكساد. أفاد ازدهار الدفاع البيض، ولكن حُرم العمال السود من الفرص بسبب التمييز العنصري واسع الانتشار في التوظيف، استبعدت بعض برامج التدريب الحكومية السود بسبب منعهم دخول الصناعات الدفاعية، ولم يتمكن العديد من العمال السود المهرة الذين تلقوا تدريبًا مناسبًا من الحصول على عمل. نقل عن رئيس شركة طيران أمريكا الشمالية عام 1940 قوله "نحن في تعاطف تام مع الزنوج، إلا أنه يتعارض مع سياسة الشركة توظيفهم كعمال طائرات أو ميكانيكيين بغض النظر عن تدريبهم، ستكون هناك بعض الوظائف للسود كعمال نظافة". وفي هذه البيئة بدأ النشطاء تطوير حركة مسيرة واشنطن.

### الغرض من المسيرة
كانت حركة مسيرة واشنطن محاولة للضغط على حكومة الولايات المتحدة والرئيس فرانكلين دي روزفلت لوضع سياسات وتدابير حماية ضد التمييز في مجال التوظيف مع استعداد الدولة للحرب. كان أ. فيليب راندولف القوة الدافعة وراء الحركة، مع حلفاء من الجمعية الوطنية للنهوض بالملونين ومنظمات حقوق مدنية أخرى. شكّل وقاد أخويّة حمالي عربات النوم بدءًا من عام 1925. كانت قيادته لحركة مسيرة واشنطن -التي كان فيها تنظيم أعضاء الطبقة المتوسطة والدنيا مهمًا للغاية- تستند إلى خبرته القوية في تنظيم القاعدة الشعبية والتنظيم النقابي. لقد ظهر استقلال راندولف عن مصادر القوة البيضاء عندما قال عن الحركة: إذا كان الأمر يكلف أموالًا لتمويل مسيرة في واشنطن، فدع السود يدفعون ثمنها. وإذا قدمت أي تضحيات من أجل حقوق السود في الدفاع الوطني، فليقدمها السود.
حددت قيادة راندولف واستراتيجيته طبيعة حركة مسيرة واشنطن. وتأثر اعتماده على النشاط الشعبي والإعلام والمنظمات الأمريكية الأفريقية بطفولته، فقد كان والده واعظًا في الأسقفية الميثودية الأفريقية، وسمع راندولف العديد من أفراد الأبرشية يشتكون من حالة العلاقات العرقية والتمييز. تعلم هو وشقيقه في القطاع الخاص، وتربيا على الاعتقاد بأنهم «كانوا مؤهلين فكريًا مثل أي أبيض». في 26 سبتمبر 1942، بعد نجاح الحركة في الحصول على أمر تنفيذي ضد التمييز في الصناعة، أكد راندولف أن القتال سيستمر رغم هذه المكاسب وقال: «ما لم تنعي هذه الحرب أنظمة الإمبراطورية الأنجلو أميركية القديمة، تلك القصة التعيسة التي هي استغلال لربح وقوة اقتصاد رأسمالي احتكاري، ستكون قد خيضت بلا جدوى».

## النساء في الحركة
كانت مساعدة النساء مجموعة من زوجات وأقارب أخوية حمالي عربات النوم. كانوا نشطين في حركة مسيرة واشنطن في المقام الأول في مجال جمع التبرعات والجهود المجتمعية، بالإضافة إلى العمل على نطاق واسع لتعزيز أفكار «مفاهيم الرجولة السوداء»، واحترام المرأة، والوعي الطبقي.

## التسلسل الزمني
لم تقنع جهود الضغط المبكرة التي هدفت إلى إلغاء التمييز العنصري في الجيش قبل عام 1941 الرئيس روزفلت باتخاذ أي إجراء. في 27 سبتمبر 1940، التقى الوفد الأول المؤلف من أ. فيليب راندولف، والتر وايت (الجمعية الوطنية للنهوض بالملونين)، وتي أرنولد هيل (الرابطة الحضرية الوطنية)، بالرئيس روزفلت وكبار مسؤوليه، قدم الوفد مذكرة تطالب بالدمج الفوري لجميع السود في القوات المسلحة، أصدر البيت الأبيض بيانًا قال فيه: «إن سياسة وزارة الحرب تمنع اختلاط الأفراد المجندين الملونين والبيض في نفس المنظمات العسكرية»، ولم تدمج القوات المسلحة حتى عام 1948، تحت حكم الرئيس هاري س. ترومان.
اقترح فيليب راندولف مسيرة واشنطن لتسليط الضوء على القضية رسميًا في 25 يناير 1941، بسبب قلقه من كون الاجتماعات التقليدية غير فعالة. وفي الأشهر التالية، بدأت فصول حركة مسيرة واشنطن بتنظيم مسيرة جماهرية كان مقرر إجراؤها في الأول من يوليو من ذلك العام. وخلال الربيع، قدر المنظمون أنه يمكنهم جذب 100 ألف متظاهر للمشاركة في هذا الحدث.
قبل أسبوع من بدء المسيرة، التقى عمدة مدينة نيويورك فيوريلو لا غوارديا مع قيادة مسيرة حركة نيويورك لإبلاغهم بنوايا الرئيس بإصدار أمر تنفيذي لإنشاء أول لجنة لممارسات التوظيف العادل، والتي تعمل على منع التمييز في البرامج المهنية والتدريبية الاتحادية. قبل التوقيع على الأمر، طالبت حركة مسيرة واشنطن أن يتضمن حكمًا لإنهاء التمييز عن الصناعات الحربية. ووافق روزفلت وأصدر الأمر التنفيذي رقم 8802 الذي يحظر التمييز في البرامج المهنية والتدريبية الاتحادية وفي التوظيف في الصناعات الدفاعية المتعاقدة مع الحكومة. في ظل هذا الانتصار الكبير وافق راندولف على إلغاء المسيرة، واستمر في الحركة كطريقة للحفاظ على منظمة يمكنها تعقّب التقدم والضغط لتحقيقه، ولإبقاء لجنة ممارسات التوظيف العادلة في مهمتها.
استمرت الحركة بالاجتماعات طوال الصيف بشأن هذه القضايا، لكن فترة الذروة قد مرت. وأدى استمرار دعوة الحركة للعصيان المدني السلمي إلى إبعاد بعض المنظمات السوداء مثل الجمعية الوطنية للنهوض بالملونين التي سحب زعماؤها بعض الدعم. رغم أنها نُظمت لإحداث مسيرة 1941 في واشنطن، إلا أن الحركة عملت حتى عام 1947؛ وتعاون ممثلوها مع مجموعات أخرى لمواصلة الضغط على الحكومة الاتحادية، أصدر الرئيس روزفلت عام 1943 الأمر التنفيذي 9346 الذي وسع نطاق تغطية لجنة ممارسات التوظيف العادل ليشمل الوكالات الاتحادية إلى جانب الوكالات الدفاعية.
استمر راندولف في الترويج لأعمال غير عنيفة لتحقيق أهداف الأميركيين الأفارقة، وقد تأثر زعيم الحقوق المدنية المستقبلي مارتن لوثر كينغ الابن وغيره من الشباب تأثرًا شديدًا بطرائقه.

## تأثير الإعلام
في الوقت الذي كانت به وسائل الإعلام الرئيسية تبلغ عن الحركة، كانت وسائل الإعلام الأمريكية الأفريقية تغطيها بشكل شامل. وفي أوائل ربيع عام 1941، أعربت الصحف السوداء عن تشكيكها في أهداف الحركة الطموحة لجذب عشرات الآلاف للمشاركة في المسيرة وأبدت صحيفة شيكاغو ديفندر قلقها فيما إذا كان هناك حتى 2000 زنجي سيشارك في المسيرة.
غير أن لهجتهم تغيرت مع اقتراب موعد المسيرة. وبحلول مايو، أبلغت الصحف السوداء عن تزايد الدعم المقدم للمسيرة؛ نشرت صحيفة أمستردام نيوز في مدينة نيويورك عنوان رئيسي في الصفحة الأولى: «100,000 شخص في ميسرة إلى مبنى البرلمان». كان الأمر مجرد تكتيك مخادع، مشارَك في كل الصحف السوداء، نشرت صحيفة شيكاغو ديفيندر في ذلك الوقت عن «50000 شخص يستعدون لمسيرة للعمل والعدالة».

## النداء الشيوعي
كانت لحركة مسيرة واشنطن علاقة متوترة مع المنظمات الشيوعية في الولايات المتحدة التي ساندت فكرة ثورة البروليتاريا، ولكنها رسمت باستمرار خطًا فاصلًا بين «مسيرة العمل» و «قيادتها المحرضة على الحرب»، استخدم راندولف تكتيكات مختلفة لتفادي مشاركة الشيوعيين في حركة مسيرة واشنطن، لأنه كان يعلم أنهم سيسببون صعوبات في الحصول على الدعم للأهداف الكبرى للأميركيين الأفارقة. وحصر العضوية في الأميركيين الأفارقة؛ رغم أن الشيوعيين السود كان بإمكانهم المشاركة، لكن نسبة ضئيلة فقط من أعضاء الحزب الشيوعي المنضبط كانت من السود.